# Yvonne Kennyová
Yvonne Denise Kennyová, nepřechýleně Yvonne Denise Kenny (* 25. listopadu 1950, Sydney) je australská operní pěvkyně, sopranistka.
Absolvovala konzervatoř v Sydney a studovala i na škole při milánské La Scale a v Londýně. V roce 1975 vyhrála pěveckou soutěž Kathleen Ferrierové a dostala angažmá v londýnské Královské opeře Covent Garden, kde nastudovala např. role Zuzanky v Figarově svatbě, Paminy v Kouzelné flétně či v operách Donizettiho. Vynikla ale v operách Georga Friedricha Händela (Julius Caesar, Xerxes, Alcina ad.).
Koncertuje pravidelně v Evropě i v Severní Americe. Účinkuje na několika nahrávkách oper, vydala sólová alba Händelových kantát a francouzských písní.